# ラ・ゴリスターズ
ラ・ゴリスターズは、よしもとクリエイティブ・エージェンシーに所属する4組のコントユニット。略称は「ラゴリ」。

## メンバー
- ハイキングウォーキング（鈴木Q太郎、松田洋昌）
- ピース（又吉直樹、綾部祐二）
- 平成ノブシコブシ（吉村崇、徳井健太）
- イシバシハザマ（石橋尊久、硲陽平）

## 来歴・人物
2005年10月、バラエティ番組『お笑い登龍門』に頻繁に出演していた4組で結成された。ユニット名はザ・ドリフターズが元になっている。それに又吉が提案したゴリラという言葉を入れ、「フランスっぽくオシャレだから」という理由で「ラ」を付けた結果決まった。同年11月に初ライブを行う。また、同時期にケンドーコバヤシがゼネラルプロデューサーに就任した。
2006年秋に活動休止状態になる。2007年、CSで初の冠番組『ラ・ゴリスターズCS』の放送が開始される（全5回）。後に出演したバラエティ番組『雨上がり決死隊のトーク番組アメトーーク!』で、この番組の映像が紹介されたが、それを見た番組MCの宮迫博之は「『アメジャリチハラ』の後期もあんな感じだった」と回想し、企画の方向性が定まらないのは「典型的な終わるパターン」であると述べた。
2010年8月、バラエティ番組『雨上がり決死隊のトーク番組アメトーーク!』でラゴリを取り上げた企画「ラ★ゴリスターズ」が放送される。この出演はリーダーのQ太郎が同番組プロデューサーの加地倫三と食事をした際に持ちかけたものであり、加地は酔った勢いで承諾した。

## その他
結成当初から誰がリーダーであるのかはっきりと言及されていなかったが、2010年に『アメトーーク』で特集が組まれた際にQ太郎がリーダーと紹介された。実質的には綾部がリーダーシップを取っていた。ライブなどでは松田か綾部がMCを務めることが多く、ネタは当時一番仕事が少なかった又吉が書くことが多かった。
マスコットキャラクターは、スーツとゴリラのマスクをつけたスタッフ「ゴリスタくん」。ゴリスターズのゴリスタではなく、「ゴリラのスタッフ」の略である。

## ライブ
- 2005年11月8日「ハイキングウォーキング・ピース・平成ノブシコブシ・イシバシハザマpresents～ラ・ゴリスターズ～」（恵比寿エコー劇場）
- 2006年5月15日「ラ・ゴリスターズ」（新宿シアターサンモール）
- 2006年9月25日「ラ・ゴリスターズ　トークライブ」（渋谷eggman）
- 2008年5月23日「LA★GORISTARS presents 『LA★GORISTARS LIVE』（日本橋三越劇場）
- 2009年6月2日「ラ・ゴリスターズ ～初夏ライブ～」（草月ホール）
- 2009年10月8日「ラ・ゴリスターズ本公演09’～大きな玉ねぎの横で～」（九段会館）

### ヨシモト∞
2007年5月から2008年3月まで月一回ヨシモト∞ホールでトークライブを行っていた。
- その際メンバー全員でオリジナルTシャツを着ている。
- オープニングはBOXトーク（クジで話すメンバーを決める）。
  - メンバーは時々これを「綾部封じ」と呼ぶ。
- エンディングはゴミ箱トークのコーナー。
  - メンバーへの意見・要望・誹謗中傷を書いた紙を客席から舞台上に投げ解決したらゴミ箱に入れる。
  - このコーナー名のコールは徳井が行う。
- フリートークでは吉村がいじられることが多い。吉村曰く「7対1の構図」

## 出演

### テレビ番組
- ラ・ゴリスターズCS（ヨシモトファンダンゴTV、2007年10月16日 - ）
- 『アメトーーク!』(テレビ朝日、2010年8月26日)

### ウェブ
- ラ☆ゴリスターズ インタビュー モッテコ書店 （2010年02月25日）

## リリース作品

### DVD
- ラ★ゴリスターズDVD'09（2010年2月14日、よしもとR&C）